# عبدالله ممتاز

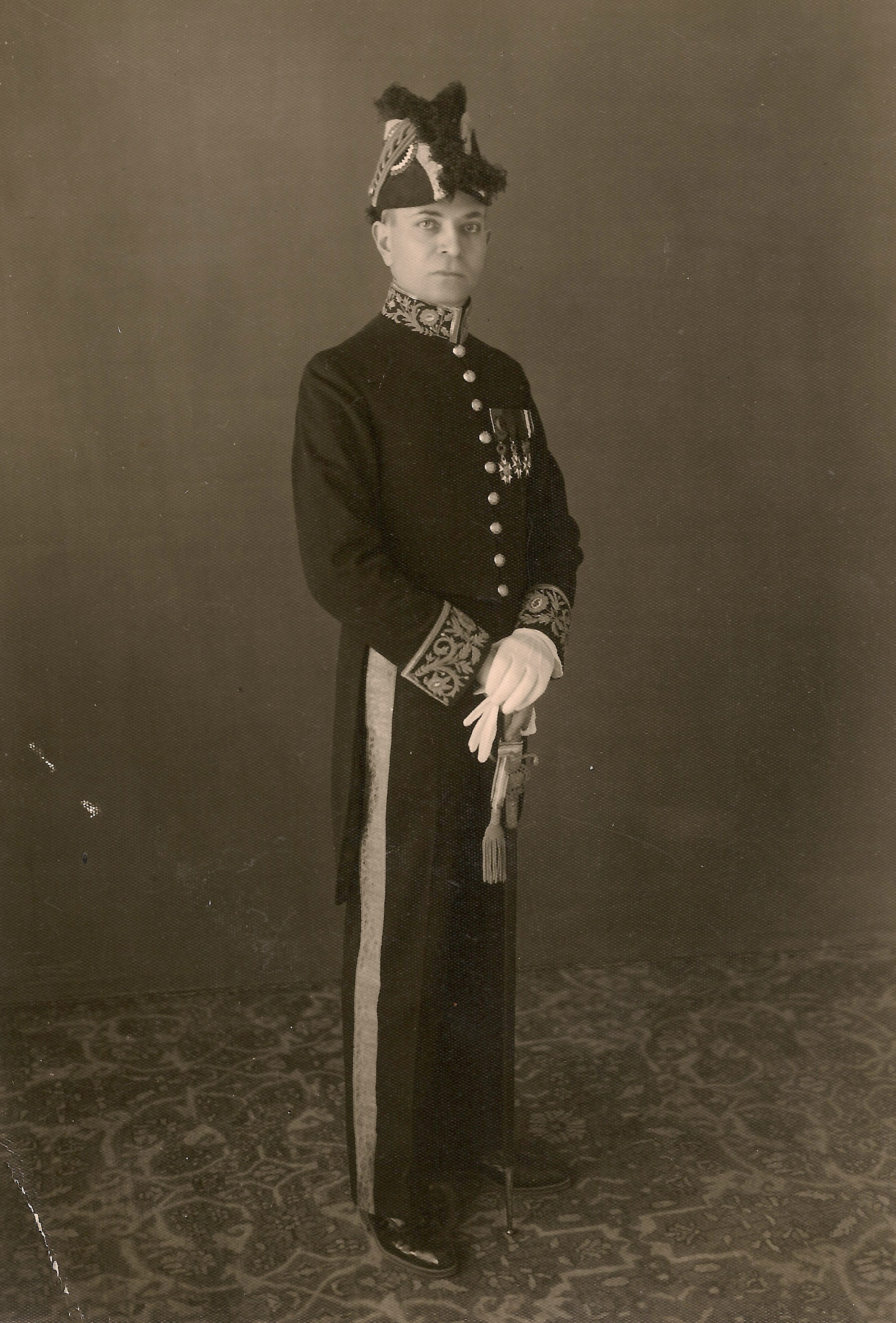
عبدالله ممتاز

عبدالله ممتاز ملقب به ممتازالممالک دیپلمات ایرانی در دوران قاجار و پهلوی بود.
پدرش ممتازالسلطنه از اعضای عالی‌رتبه وزارت امور خارجه بود که در دوران مظفرالدین‌شاه به عنوان سفیر فوق‌العاده ایران به مدت یکسال به پاریس فرستاده شد.
عبدالله ممتاز در سمت‌هایی کنسول ایران در ازمیر و سفیر ایران در مصر فعالیت کرد.جمشید ممتاز فرزند عبدالله ممتاز حقوقدان بررجسته ای است.
جمشید ممتاز در سال ۱۳۲۱ زمانی‌که پدرش عبدالله ممتاز کنسول ایران در ازمیر بود، در این شهر متولد شد و پس از چند سال به مصر رفته و زبان عربی را در آنجا آموخت.